# Сяо-хоу (царство Цзинь, эпоха Чуньцю)
Цзиньский Сяо-хоу (晉孝侯) — тринадцатый правитель царства Цзинь в эпоху Чуньцю по имени Цзи Пин (姬平). Сын Чжао-хоу.
Правил 16 лет (739 год до н. э. — 724 год до н. э.).
На восьмом году его правления умер цюйвоский Хуань-шу, претендовавший в своё время занять трон отца Сяо-хоу. Сын Хуань-шу — Чжуан-бо, наследовавший владение Цюй-во, в 784 году до н. э. вторгся в столицу Цзинь и убил Сяо-хоу. Но население Цзинь выступило против Чжуан-бо и вынудило его возвратиться в Цюй-во. На престол посадили сына Сяо-хоу — Ао-хоу.